# 中国青年创业国际计划
中國青年創業國際計劃（英文名稱是Youth Business China，簡稱YBC）是一个中国商业组织。

## 历史
2003年年底啟動，由中國共產主義青年團、中華全國青年聯合會、國家勞動社會保障部、中華全國工商業聯合會等7家機構共同發起。
該計畫主要是協助青年（18至35歲）創業，提供一對一創業導師輔導及無息、無擔保、無抵押的創業貸款。
YBC目前在北京、上海等中國50多個城市設立分部，如上海海洋大学等。
然而據2012年《蘋果日報》外電報導，「中國青年創業國際計劃」創辦人谷麗萍以此為名目，募得共約數億人民幣的企業贊助，卻用於炒地皮及房地產買賣，光是上海市房地產投資一項，金額已高達138億元台幣。